# Флягін (монітор)
Флягін — річковий монітор проєкту СБ-37 (тип «Желєзняков», також тип «Лєвачов»), броненосний артилерійський корабель прибережної дії ВМФ СРСР. Брав участь у Другій світовій війні.

## Особливості проєкту
«Флягін» — один із серії з шести річкових моніторів, побудованих у 1934—1937 роках на заводі «Ленінська кузня» в Києві для Дніпровської військової флотилії. Проєкт моніторів СБ-37 був розроблений конструкторським судно-механічним бюро заводу на чолі з Олександром Байбаковим і Михайлом Бойком.

## Історія корабля

Монітор «Флягін» на Дніпрі у Києві, 1939 рік (кадр з кінохроніки).

Кораблі проєкту СБ-37 отримали імена моряків-учасників громадянської війни. «Флягін» названий на честь учасника громадянської війни в Росії Флягіна, що загинув у 1919 році на Балтиці під час боїв між червоним та британським флотами.
«Флягін» був закладений на київській судноверфі «Ленінська кузня» 31 липня 1934 року. Спущений на воду у 1935 році. 30 грудня 1936 року прийнято на озброєння флоту, а через місяць увійшов до бойового складу Дніпровської військової флотилії.
2 червня 1940 року корабель спустився по Дніпру з Києва до Одеси, куди після бойових навчань прибув на початку липня. 5 липня монітора включено до складу Дунайської військової флотилії. Але вже 17 липня включили до складу Пінської військової флотилії (ПВФ) та його повернули до Києва.
22 червня 1941 року, перший день німецького вторгнення, «Флягін» зустрів на полігоні біля села Кальне під Києвом. З 27 червня до 11 липня монітор виконує бойові завдання на річках Прип'ять та Птич. У ці дні ПВФ розділили на окремі загони річкових кораблів для дій на різних ділянках фронту. «Флягін» опинився у Дніпровському загоні для дій на ділянці фронту Канів — Трипілля, тому корабель тоді залишив Прип'ять.
Починаючи з 31 липня монітор мав кілька безпосередніх вогневих контактів з ворогом біля сіл Трипілля та Халеп'я. 8 серпня він прибув до Києва для вогневої підтримки 37-ї армії, яка у період 4 — 9 серпня відбивала перший штурм Києва, розпочатий 29-й армійським корпусом вермахта.

Монітори типу «Желєзняков» на Дніпрі у Києві, 1939 рік (кадр з кінохроніки).

22 серпня «Флягін» включено до складу Прип'ятьського загону річкових кораблів для прикриття мосту та переправи через Прип'ять у містечку Чорнобиль, через які відступали війська 5-ї армії Південно-Західного фронту.
26 серпня «Флягін» разом з шпитальним судном «Каманін» успішно та без серйозних бойових пошкоджень прорвався на південь до Києва, минаючи село Окунінове, де з 23 серпня розташовувався плацдарм 6-ї німецької армії. У цьому прориві брали участь кілька інших кораблів ПВФ, більша частина з яких вимушена була під час бою повернути назад на північ або була потоплена супротивником. Тому вдалі дії монітора «Флягін» у такій ситуації були розцінені командуванням як ухилення від бою, а командир монітора, старший лейтенант Гулько О. Г., та військовий комісар були заарештовані особливим відділом ПВФ.
З 29 серпня до 14 вересня корабель своїм вогнем підтримує північний фланг Київського укріпрайону поблизу Межигір'я — Нові Петрівці, обстрілюючи ворожі позиції на ділянці Козаровичі — Глібівка — Димер.
18 вересня, за наказом Військової Ради 37-ї армії, під час відходу радянських військ з Києва екіпаж підірвав свій монітор у районі Дарниця в Києві. 6 жовтня «Флягін» вивели із списків кораблів ВМФ.
Після визволення Києва від німців затоплений монітор було знайдено та піднято. Але його не ремонтували та не відновили як бойову одиницю. Подальша доля невідома.

### Командири корабля
- старший лейтенант Гулько О. Г. (1940 — 29.08.1941)
- старший лейтенант Смірнов М. І. (29.08.-18.09.1941)